# 스콧 싱클레어
스콧 앤드루 싱클레어(Scott Andrew Sinclair, 1989년 3월 25일 ~ )는 잉글랜드의 축구 선수로, 프레스턴 노스 엔드에서 뛰고 있다.